# Csipeszhangyaformák

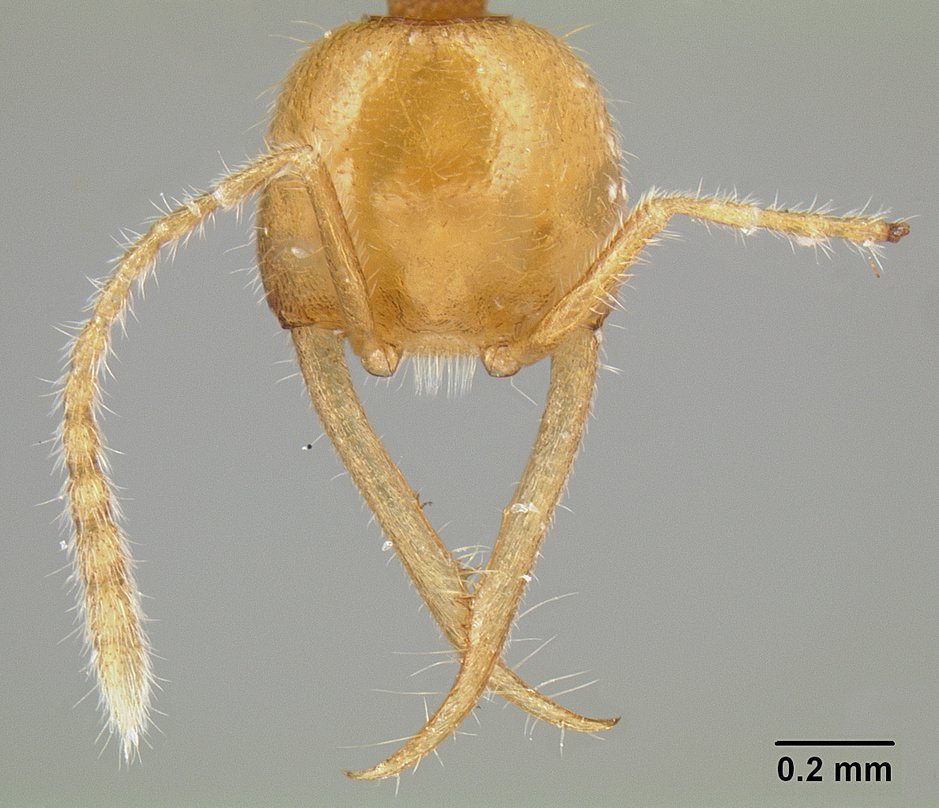
Csipeszhangya feje elölnézetben

A csipeszhangyaformák (Martialinae) a hártyásszárnyúak (Hymenoptera) fullánkosdarázs-alkatúak (Apocrita) alrendjébe sorolt hangyák (Formicidae) családjának monotipikus alcsaládja, amelynek egyetlen faja a csipeszhangya (Martialis heureka).